# 火打石 (映画)
『火打石』（原題：Das Feuerzeug、英題：The Tinder Box）は、1959年に製作された東ドイツのファンタジー映画。ハンス・クリスチャン・アンデルセンの童話「火うち箱」を原作としている。ジークフリート・ハルトマンが監督を務め、ロルフ・ルートヴィッヒが出演した。

## キャスト
| 役名     | 俳優                   | 日本語吹替 |
| -------- | ---------------------- | ---------- |
| 兵士     | ロルフ・ルートヴィッヒ | 山田康夫   |
| けちな男 | ハインツ・シューベルト |            |
| 王       | ハンス・フィーブラント |            |
| 王女     | バーバラ・メーラン     | 友部光子   |
| 魔女     | ベラ・ヴァルトリッター | 真咲美岐   |

- 日本語吹替：テレビ版・初回放送1962年1月4日『劇映画』13:00-16:23